# Союз ТМ-32
Союз ТМ-32 е пилотиран космически кораб от серията „Союз ТМ“, полет 2S към МКС, 108-и полет по програма „Союз“. Чрез него е осъществена първата посетителска експедиция и шести полет към „МКС“.

## Екипаж

### При старта

#### Основен
- Талгат Мусабаев (3) – командир
- Юрий Батурин (2) – бординженер
- Денис Тито (1) – космически турист

#### Дублиращ
- Виктор Афанасиев – командир
- Константин Козеев – бординженер

### При приземяването
- Виктор Афанасиев – командир
- Константин Козеев – бординженер – 1
- Клоди Еньоре – бординженер – 2

## Параметри на мисията
- Маса: ~ 7200 кг
- Перигей: 193 км
- Апогей: 247 км
- Наклон на орбитата: 51,6°
- Период: 88,6 мин

## Описание на полета
Екипажът се състои от двама руснака и един американец. Последният не е професионален астронавт, а първия космически турист.
Корабът успешно се скачва с Международната косническа станция няколко часа след откачването на совалката Индевър мисия STS-100. По време на полета екипажът провежда различни научно-технически експерименти, направено е видеозаснемане на територията на Казахстан. След прекарани около седем денонощия на борда на станцията екипажът отлита от станцията на борда на Союз ТМ-31. Последният е скачен със станцията от 2 ноември 2000 г. и изпълнява ролята на „спасителна лодка“ за дълговременните екипажи на станцията.
Като нова „спасителна лодка“ за дълговременните експедиции остава „Союз ТМ-32“ за около 6 месеца. На 31 октомври 2001 г. той се приземява, на борда с двама руски космонавти и един представител на ЕКА, пристигнали в космоса около една седмица преди това с кораба Союз ТМ-33.